# Torneio Rio-São Paulo 1965
In 1965 werd het zeventiende Torneio Rio-São Paulo gespeeld voor clubs uit Rio de Janeiro en São Paulo. De competitie werd gespeeld van 14 februari tot 23 mei. Palmeiras werd kampioen.

## Eerste groepsfase

### Groep A
| Plaats | Club        | Wed. | W | G | V | Saldo  | Ptn. |
| ------ | ----------- | ---- | - | - | - | ------ | ---- |
| 1.     | Palmeiras   | 9    | 7 | 2 | 0 | 31:13  | 16   |
| 2.     | Corinthians | 9    | 2 | 5 | 2 | 18:17  | 9    |
| 2.     | Portuguesa  | 9    | 3 | 3 | 3 | 9 :13  | 9    |
| 4.     | São Paulo   | 9    | 3 | 2 | 4 | 15 :13 | 8    |
| 4.     | Santos      | 9    | 3 | 2 | 4 | 20 :24 | 8    |

|  | Uitgeschakeld voor tweede fase |

### Groep B
| Plaats | Club          | Wed. | W | G | V | Saldo | Ptn. |
| ------ | ------------- | ---- | - | - | - | ----- | ---- |
| 1.     | Botafogo      | 9    | 5 | 2 | 2 | 21:16 | 12   |
| 2.     | Vasco da Gama | 9    | 5 | 1 | 3 | 17:12 | 11   |
| 2.     | Flamengo      | 9    | 4 | 3 | 2 | 13:11 | 11   |
| 4.     | Fluminense    | 9    | 1 | 2 | 6 | 10:21 | 4    |
| 5.     | America       | 9    | 0 | 2 | 7 | 8:22  | 2    |

|  | Uitgeschakeld voor tweede fase |

## Tweede fase
| Plaats | Club          | Wed. | W | G | V | Saldo | Ptn. |
| ------ | ------------- | ---- | - | - | - | ----- | ---- |
| 1.     | Palmeiras     | 7    | 5 | 1 | 1 | 18:7  | 11   |
| 2.     | Portuguesa    | 7    | 2 | 4 | 1 | 11:11 | 8    |
| 2.     | São Paulo     | 7    | 4 | 0 | 3 | 17:20 | 8    |
| 4.     | Fluminense    | 7    | 2 | 2 | 3 | 16:13 | 6    |
| 4.     | Corinthians   | 7    | 2 | 2 | 3 | 11:10 | 6    |
| 4.     | Vasco da Gama | 7    | 2 | 2 | 3 | 7:10  | 6    |
| 4.     | Flamengo      | 7    | 2 | 2 | 3 | 6:10  | 6    |
| 8.     | Botafogo      | 7    | 2 | 1 | 4 | 10:15 | 5    |

|  | Kampioen |

## Kampioen
| Torneio Rio-São Paulo de 1965  |
| São Paulo                      |
| ------------------------------ |
| PALMEIRAS Kampioen (32° titel) |